# Медаль ордена «За заслуги перед Республикой Татарстан»
Медаль ордена «За заслуги перед Республикой Татарстан» (тат. «Татарстан Республикасы алдындагы казанышлар өчен» ордены медале) — государственная награда Республики Татарстан, учреждённая 25 апреля 2015 года и вручаемая раисом Республики Татарстан.

## История
Медаль ордена «За заслуги перед Республикой Татарстан» учреждена Законом Республики Татарстан от 25 апреля 2015 года, принятым Государственным советом Республики Татарстан за подписью президента Республики Татарстан Р. Н. Минниханова. Данная награда была создана в рамках совершенствования наградной системы Татарстана, в частности, для повышения статуса ордена «За заслуги перед Республикой Татарстан» и придания ему «особой исключительности». Так, для получения ордена граждане должны, «как правило», являться кавалерами медали ордена. Внешний вид медали был установлен указом президента от 28 августа 2015 года. Дизайн награды был разработан в Геральдическом совете при президенте Республики Татарстан. По состоянию на 2020 год, медалью награждено более 530 человек.

## Статут
Медаль ордена «За заслуги перед Республикой Татарстан» награждаются граждане Российской Федерации, иностранные граждане и лица без гражданства «за особые заслуги в развитии государственности Республики Татарстан, обеспечении прав и свобод граждан, развитии экономики, культуры, науки, образования, здравоохранения, искусства и спорта, за проявленные отвагу и мужество при охране общественного порядка, а также при исполнении воинского, гражданского или служебного долга в условиях, сопряженных с риском для жизни, за активную общественную и благотворительную деятельность». Вышестоящей наградой по отношению к медали является орден «Дуслык», нижестоящей — медаль «За доблестный труд». Медаль носится на левой стороне груди, после орденов и медалей Российской Федерации и СССР, а также орденов Республики Татарстан. Для повседневного ношения ордена предназначена орденская планка, причём одновременное ношение ордена вместе с орденской планкой не допускается. Орденская планка также носится на левой стороне груди и располагается после орденов и медалей СССР и РФ, орденов РТ.
Награждение медалью, как и остальными государственными наградами Татарстана, производится указом раиса Республики Татарстан по решению соответствующей комиссии по государственным наградам, официальное сообщение о награждении публикуется в газете «Республика Татарстан». Вручение медали производится раисом или другими должностными лицами по его поручению на соответствующей торжественной церемонии. Награждение может быть произведено посмертно. В таком случае, а также по причине смерти награждённого до вручения, медаль передаётся его родственникам на память. Лицам, удостоенным медали, предоставляется ежемесячная денежная выплата в размере 200 рублей, субсидии в размере 50 процентов расходов по оплате жилья и коммунальных услуг, 100 процентов по оплате телефонной связи, радио, коллективной антенны, а также бесплатное зубо- и слухопротезирование.

## Описание

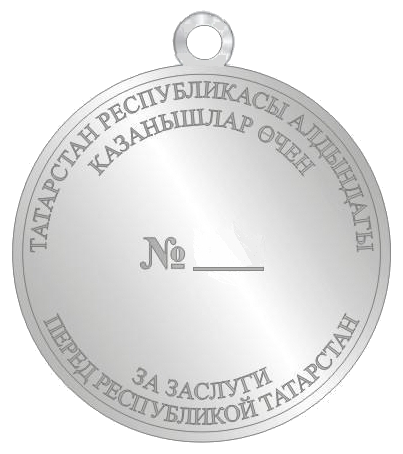
Реверс медали

Медаль ордена «За заслуги перед Республикой Татарстан» изготовлена из позолоченного серебра 925-й пробы в форме круга диаметром 32 миллиметра, который с обеих сторон окаймлён ободком. На аверсе медали изображён позолоченный знак ордена «За заслуги перед Республикой Татарстан». На реверсе медали в центре выбит номер, а по окружности в две строки расположены две надписи: вверху на татарском языке — «ТАТАРСТАН РЕСПУБЛИКАСЫ АЛДЫНДАГЫ КАЗАНЫШЛАР ӨЧЕН», внизу на русском — «ЗА ЗАСЛУГИ ПЕРЕД РЕСПУБЛИКОЙ ТАТАРСТАН». Все изображения и надписи являются рельефными.
При помощи декоративного ушка в виде серебряного тюльпана и кольца медаль соединена с пятиугольной колодкой. Высота колодки от вершины нижнего угла до середины верхней стороны составляет 50 мм, длина верхней стороны — 26 мм, длина каждой из боковых сторон — 39 мм, длина каждой из сторон, образующих нижний угол — 26 мм. Колодка обтянута шёлковой муаровой лентой зелёно-бело-красного цвета в форме государственного флага Республики Татарстан. Ширина ленты составляет 24 мм, ширина зелёной и красной полос — 11 мм, ширина белой полосы — 2 мм. Планка медали представляет собой прямоугольную колодку размерами 10 на 24 мм, обтянутую муаровой лентой, идентичной ленте колодки самой медали. В центре ленты расположено изображение серебряного тюльпана. Ширина красной и зелёной полос составляет 11 мм, белой полосы — 2 мм.